# Чаоян (Шаньтоу)
Чаоя́н (кит. упр. 潮阳, пиньинь Cháoyáng) — район городского подчинения городского округа Шаньтоу провинции Гуандун (КНР).

## История
Ещё во времена империи Цзинь в 331 году из уезда Цзеян был выделен уезд Чаоян (潮阳县).
После вхождения в состав КНР уезд оказался в составе Специального района Чаошань (潮汕专区). В 1952 году Специальный район Чаошань был расформирован, и уезд вошёл в состав Административного района Юэдун (粤东行政区). В конце 1955 года было принято решение о расформировании Административных районов, и с 1956 года уезд вошёл в состав нового Специального района Шаньтоу (汕头专区).
В 1970 году Специальный район Шаньтоу был переименован в Округ Шаньтоу (汕头地区).
Постановлением Госсовета КНР от 13 июля 1983 года округ Шаньтоу был преобразован в городской округ Шаньтоу.
Постановлением Госсовета КНР от 9 апреля 1993 года уезд Чаоян был преобразован в городской уезд.
Постановлением Госсовета КНР от 25 апреля 1994 года посёлок Хэпучжэнь городского уезда Чаоян был выделен в отдельный район Хэпу городского округа Шаньтоу.
Постановлением Госсовета КНР от 29 января 2003 года был расформирован городской уезд Чаоян, а вместо него образованы районы городского подчинения Чаоян и Чаонань.

## Административное деление
Район делится на 4 уличных комитета и 9 посёлков.